# جشمة هادي (درونة)
جشمة هادي (بالفارسية: چشمه هادی) هي قرية تقع في إيران في قسم درونة الريفي. يقدر عدد سكانها بـ 125 نسمة بحسب إحصاء 2016.